# Liptako (regione storica)
Il Liptako è una regione storica dell'Africa occidentale. È compreso nel Burkina Faso orientale, nel Niger sudoccidentale e in una piccola porzione del Mali centro-orientale. Una regione collinare che inizia sulla parte posteriore destra del fiume Niger, Liptako è solitamente associata all'Emirato di Liptako uno stato islamico dei Fulani dell'inizio del XIX secolo, fondato da Brahima Saidu. Con i semi nomadi Fula, la principale popolazione storica di Liptako sono i Gourmantche, una popolazione minoritaria in ciascuna delle tre nazioni, così come i Mossi e i Songhai. L'altro nome comune per la regione, Liptako-Gourma, è un riferimento al popolo Gourmantche.
L'odierna Liptako, la maggior parte della quale ricade in 10-19 province del Burkina Faso, insieme al dipartimento di Tera e Say in Niger e in piccole parti del Mali, è un'area collinare e in parte scarsamente popolata. Come altrove, la popolazione Fula, conosciuta come "Liptaako" o Liptako Fula, è storicamente sostenuta dall'allevamento e dal commercio di bestiame semi-nomade. Say, un vicino centro commerciale del fiume Niger, dominante a livello regionale nel XIX secolo, faceva affidamento in parte sulle rotte commerciali dei Fula attraverso Liptako. Alla fine del XX secolo, qui furono scoperti l'oro e altri minerali, che portarono alla creazione nel 1970 dell'Autorità Liptako-Gourma, una zona regionale focalizzata sulla promozione delle risorse minerarie, energetiche, idriche e agricole della zona. La zona coperta dall'autorità comprende un'area di 370.000 km², più ampio dello storico Liptako, ricoprendo 19 province del Burkina Faso, 4 regioni amministrative del Mali e due Regioni e una comunità urbana del Niger. Le principali città di Liptako includono Diagourou, Téra in Niger e Dori, Koala e Aribinda in Burkina Faso.